# Mallophora atra
Mallophora atra là một loài ruồi trong họ Asilidae. Mallophora atra được Macquart miêu tả năm 1834.